# Methylisopropylether
Methylisopropylether ist eine chemische Verbindung aus der Gruppe der Ether. Die Verbindung liegt bei Raumtemperatur als Flüssigkeit vor. Sie ist isomer zum Methyl-n-propylether.